# Leptotarsus (Aurotipula) dux
Leptotarsus (Aurotipula) dux is een tweevleugelige uit de familie langpootmuggen (Tipulidae). De soort komt voor in het Australaziatisch gebied.